# Niphopyralis albida
Niphopyralis albida är en fjärilsart som beskrevs av George Francis Hampson 1893. Niphopyralis albida ingår i släktet Niphopyralis och familjen Crambidae. Inga underarter finns listade i Catalogue of Life.